# Actinodura
Az Actinodura a madarak osztályának verébalakúak (Passeriformes) rendjébe és a  Leiothrichidae családjába tartozó nem.

## Rendszerezésük
A nemet John Gould angol ornitológus írta le 1836-ban, jelenleg az alábbi 3 faj besorolása biztos, 4 vitatott:
- rőthomlokú szalagostimália (Actinodura egertoni)
- pápaszemes szalagostimália (Actinodura ramsayi)
- feketesapkás szalagostimália (Actinodura sodangorum)

Egyes szervezetek a Sibia nembe sorolják ezeket a fajokat:
- fehértorkú szalagostimália (Actinodura nipalensis[2] vagy Sibia nipalensis)[1]
- csíkostorkú szalagostimália (Actinodura waldeni[2] vagy Sibia waldeni)[1]
- csíkos szalagostimália (Actinodura souliei[2] vagy Sibia souliei)[1]
- tajvani szalagostimália (Actinodura morrisoniana[2] vagy Sibia morrisoniana)[1]

## Előfordulásuk
Dél- és Délkelet-Ázsiában honosak. A természetes élőhelyük a szubtrópusi,  trópusi és mérsékelt övi erdők, cserjések és legelők. Állandó, nem vonuló fajok.

## Megjelenésük
Testhosszuk 20–24,5 centiméter közötti.